# Atentados de Taskent de 1999
Los atentados de Taskent de 1999 ocurrieron el 16 de febrero, cuando seis coches bombas estallaron en Taskent, la capital de Uzbekistán. Las bombas explotaron en el curso de una hora y medio, los cuales estaban posicionados en diversos edificios gubernamentales.  Es posible que los primeros cinco estallidos fueron un elemento distractor, mientras que el último iba con el objetivo de asesinar al presidente Islom Karimov. El atentado dejó un saldo de 16 muertos y 120 heridos.
A pesar de que el gobierno uzbeko culpó al Movimiento Islámico de Uzbekistán (MIU) de los atentados, hay muchos críticos que han puesto en duda esa acusación.
Debido a que los medios de comunicación están fuertemente controlados por el gobierno, la secuencia de los eventos del atentado no han sido del todo claras.

## El atentado
Según la versión oficial de los ataques, entre cuatro y cinco personas manejaban un auto lleno de explosivos hacia la entrada principal de la sede del Gabinete de Ministros, minutos antes de que Karimov iba a dar un discurso allí. Los atacantes dejaron la escena. A unos cientos de metros de distancia, un auto estalló y se produjo un tiroteo, lo cual distrajo a los guardias del edificio. Aun así, los atacantes lograron huir de la zona.

## Respuesta de gobierno
Dos horas después de la explosión, el presidente Karimov y los jefes de las fuerzas de seguridad uzbekas declararon que el atentado fue provocado por militantes islámicos. Se realizaron numerosas detenciones, cuyas estimaciones varían del centenar hasta más de 5000 detenidos. Diversos grupos de derechos humanos han criticado los arrestos como extrajudiciales. También criticaron al gobierno de ocultar evidencias y de obtener confesiones mediante tortura.
En enero de 2000, en vísperas de las vacaciones musulmanas del Ramadán, el gobierno anunció la ejecución de varios de los presuntos participantes del atentado.
El gobierno uzbeko también acusó a Tayikistán de estar detrás de los atentados, y como respuesta a ello, cerró temporalmente la frontera de aquel país.

## Posibles perpetradores
A pesar de que el gobierno ha culpado al grupo terrorista Movimiento Islámico de Uzbekistán (MIU) de los ataques, hay críticos quienes cuestionan esa versión. Algunos han dicho que Rusia está detrás de esto, aunque otros consideraron que era poco probable. Otra hipótesis es que las fuerzas de mayoría musulmana del gobierno de Tayikistán, tomaron represalias por el apoyo de Uzbekistán hacia los grupos opositores de ese país. También se han tenido en la mira hacia varios grupos terroristas tayikos, especialmente de la Oposición Unida de Tayikistán.
Otros aseguran que el mismo gobierno uzbeko había perpetrado un auto-atentado, o que los ''clanes'' rivales, cuya participación de poder en el gobierno se había visto recientemente recortada, habían estado detrás de los ataques. Particularmente, se ha sugerido que el Servicio de Seguridad Nacional, supuestamente controlado por el clan Taskent, había estado involucrado en los hechos.

## Consecuencias
Los críticos afirman que el régimen de Karimov había usado los atentados para reprimir religiosos y, en menor extensión, a disidentes seculares. Los atentados también demostraron el nivel de vulnerabilidad e inestabilidad que hay en el país. La Prisión de Jasliq fue inaugurada en 1999, para mantener cautivos a los miles de personas detenidas tras los atentados.